# Streetlights (Kurupt)
Streetlights è il sesto album del rapper statunitense Kurupt, pubblicato il 20 aprile del 2010 e distribuito dall'indipendente Penagon Records. Alle produzioni, tra gli altri, anche Pete Rock. Partecipano al disco Snoop Dogg, Xzibit, DJ Quik, Problem, Soopafly e Daz Dillinger.
L'album vende 2 900 copie nella sua prima settimana, entrando in diverse classifiche negli Stati Uniti.

## Ricezione
| Recensione | Giudizio |
| ---------- | -------- |
| AllMusic   | [ 1 ]    |
| RapReviews | [ 3 ]    |
| HipHopDX   | [ 4 ]    |

Il disco ottiene recensioni miste da parte della critica. Matt Rinaldi, per Allmusic, considera positivamente il prodotto, tuttavia scrive che l'artista «potrebbe essere considerato finito da molti appassionati che un tempo lo elogiavano.» RapReviews stronca il sesto lavoro di Kurupt assegnandogli quattro decimi, criticando «la grande quantità di materiale mediocre» prodotta dal rapper negli ultimi anni, la scarsa qualità, originalità e ispirazione, oltre alla produzione dell'album – l'unica nota positiva è verso Pete Rock, che «salva il brano» Yessir – e scrivendo che si è perso attorno alla metà dei trent'anni: «[...] porta comprensibilmente i vecchi fan a chiedersi [...] se è veramente finito.»
Rinaldi evidenzia come l'artista rimarchi il suo stile di vita underground e apprezza la produzione di Terrace Martin, che secondo il critico è fin troppo simile a quella di Dr. Dre: nonostante ciò, il brano più riuscito resta quello prodotto dal «veterano dell'East Coast» Pete Rock, Yessir.

## Tracce
Testi di Ricardo Brown, Alvin Joiner (traccia 4), Calvin Broadus (tracce 7, 12 e 14), Charles Hamilton (tracce 7, 12 e 14), David Blake (traccia 14), David Williams (traccia 12), Jeret Black (tracce 5, 7-8 e 11), Jason Martin (Tracce 2, 8 e 12), Jonathan Smith (Traccia 10), Larrance Dopson (traccia 5), Latonya Givens (tracce 5 e 13), Marlon Williams (traccia 8), Pete Phillips (traccia 6), Terrace Martin (tracce 1-5, 7-9, 11-14).
1. Intro – 3:19 (musica: Terrace Martin)
2. I'm Burnt (featuring Problem) – 3:17 (musica: Terrace Martin)
3. Questions (featuring Uncle Chucc) – 3:04 (musica: Terrace Martin)
4. In Gotti We Trust (featuring Xzibit) – 2:48 (musica: Terrace Martin)
5. Face Down (featuring J Black, Tone & Terrace Martin) – 3:02 (musica: Terrace Martin, Larrance Dopson (co-prod.))
6. Yessir – 4:27 (musica: Pete Rock)
7. All That I Want (featuring Snoop Dogg & J Black) – 3:52 (musica: Terrace Martin)
8. I'm Drunk (featuring J Black) – 3:03 (musica: Terrace Martin)
9. Scrape (featuring Terrace Martin, Virginia Slim & Big Tri) – 3:03 (musica: Terrace Martin)
10. Riot in the Club – 4:22 (musica: Lil Jon)
11. I'm The Man (featuring J Black & Jah Free) – 4:07 (musica: Terrace Martin)
12. I'm Burnt (Remix) (featuring Snoop Dogg, Roscoe & Problem) – 3:36 (musica: Terrace Martin)
13. Streetlights (featuring Tone) – 5:29 (musica: Terrace Martin)

Durata totale: 47:29
Traccia bonus
1. Bounce, Rock, Skate (Kurupted Mix) (featuring DJ Drama, DJ Quik, Terrace Martin & Snoop Dogg) – 4:21 (musica: Terrace Martin)

## Classifiche
| Classifica (2010)         | Posizione massima |
| ------------------------- | ----------------- |
| US Independent Albums     | 37                |
| US Top Rap Albums         | 19                |
| US Top R&B/Hip-Hop Albums | 38                |